# Oficina de Análisis Económico
La Oficina de Análisis Económico (Bureau of Economic Analysis [BEA]) es una agencia del Departamento de Comercio de Estados Unidos que provee estadísticas económicas incluyendo el producto interno bruto de Estados Unidos. Su misión es "promover una mejor comprensión de la economía de los EE.UU., proporcionando los datos económicos más oportunos, relevantes y precisos de una manera objetiva y rentable".